# 링크 & 코
링크 & 코 인터내셔널 AB(Lynk & Co International AB) 또는 링크 & 코(영어: Lynk & Co, 중국어 간체자: 领克, 병음: Lǐng kè)는 지리 자동차와 지커가 소유 중인 자동차 제조업체이다.

## 판매
| 연도 | 생산 대수 |
| ---- | --------- |
| 2017 | 6,012     |
| 2018 | 120,414   |
| 2019 | 128,066   |
| 2020 | 175,456   |
| 2021 | 220,516   |
| 2022 | 180,127   |
| 2023 | 220,250   |
| 2024 | 285,441   |

## 같이 보기
- 지리 자동차
- 볼보자동차
- 지커
- 폴스타
- 차이나 유로 비클 테크놀로지
- 중국의 자동차 제조업체 목록